# Корин Хукс
Корин Хукс (на френски: Corinne Hoex) е белгийска преподавателка, поетеса и писателка, авторка на произведения в жанр социална драма, лирика и документалистика.

## Биография и творчество
Родена е на 13 юли 1946 г. в Юкел, Белгия. Получава бакалавърска степен по история на изкуството и археология от Свободния университет в Брюксел. След дипломирането си работи като преподавател, изследовател и документалист, особено в областта на популярните изкуства и традиции. От 2001 г. се посвещава на писането на художествена литература. Публикува предимно романи, разкази и поезия.
Първият ѝ роман „Голямото меню“ е издаден през 2001 г. Той е история за самотата на детството в огромния буржоазен дом, с подредения му живот, включващ неизменното храненето на общата трапеза, ритуала по лягането, капризите на майката, четивото на бащата преди сън, играта с куклите, но вътрешно детето се бунтува и иска да има непосредственото и живо човешко общуване. Романът е номиниран за белгийска награда „Росел“, получава наградата „Сороптимист“ за творба на френскоезична романистка и литературната награда от Приятелите на библиотеките на град Брюксел.
Първата ѝ стихосбирка „Пепел“ е издадена през 2002 г. В следващите години поезията заема голяма част от творчеството ѝ.
През 2008 г. е издаден романът ѝ „Роклята ми не е измачкана“. Той е история за унижението от страна на бащата, майката и годеника, които държат героинята затворена във всекидневния ад на насилието и неодобрението – бащата, който изразява своето презрение, майката, която изразява вечно неодобрение, и любовника, който утвърждава мъжкото си самочувствие, малтретирайки физически жената до себе си. Романът е получил наградата „Ема Мартен“ за 2008, Наградата на младата белгийска критика през същата година и наградата „Гоше-Филипо“ през 2010 г.
От 29 април 2017 г. писателката е член на Кралската академия за френски език и литература на Белгия.
Корин Хукс живее със семейството си в Брюксел.

## Произведения

### Самостоятелни романи
- Le Grand Menu (2001)[1][2][3]
Голямото меню, изд.: „Сонм“, София (2014), прев. Тодорка Минева
- Ma robe n’est pas froissée (2008)
Роклята ми не е измачкана, изд.: „Алтера“, София (2013), прев. Тодорка Минева
- Décidément je t’assassine (2010)
- Le Ravissement des femmes (2012)
- Valets de nuit (2015)

### Поезия
- Cendres (2002)[1][2][3]
Пепел, изд. „Библиоскоп“ (2011), прев. Красимир Кавалджиев
- Contre Jour (2009)
- La Nuit, la mer (2009)
- Juin (2011)
- N.Y. (2011)
- Rouge au bord du fleuve (2012)
- Le Murmure de la terre (2012)
- L’Autre Côté de l’ombre (2012)
- Celles d'avant (2013)
- Matin (2013)
- Jadis vivait ici (2015)
- Oripeaux (2015)
- Les Mots arrachés (2015)
- L'Été de la rainette (2016)
- Tango (2016)
- Leçons de Ténèbres (2017)
- Le Feu (2017)
- Elles viennent dans la nuit (2018)
- Et surtout j'étais blonde (2019)
- Les Ombres (2020)
- Uzès ou nulle part (2020)

### Документалистика
- Saint Monon. Vie. Culte. Iconographie (1972)[1][2]
- Enquête sur le culte et l’iconographie de sainte Brigide d’Irlande en Wallonie, Document de Travail du Centre d’Etude des Arts, Traditions et Parlers Populaires (1973)
- Les Pèlerinages de sainte Brigide en Wallonie. Analyse systématique, Document de Travail du Centre d’Etude des Arts, Traditions et Parlers populaires (1973)
- Saint Walhère. Culte. Vie. Iconographie (1974)
- Многобройни статии за популярни изкуства и традиции, публикувани в списания в периода 1974 – 1980 г.